# 她 (王傑專輯)
《她》為臺灣歌手王傑的第十八張個人專輯，也是第七張粵語專輯，發行於1993年5月19日，由香港華納唱片公司發行。

## 專輯簡介
專輯由王傑、陳大力共同製作，專輯發行時適逢王傑新婚月餘，香港無線電視台也在5月28日為王傑與莫綺雯，製作一個現場節目特輯，王傑也一併宣傳此專輯，這張專輯在封面風格、宣傳海報上均有別於以往，流露出較柔和浪漫的氣息，而這張專輯也是王傑在香港華納唱片最後一張本人參與宣傳的專輯（王傑婚後移民至加拿大便未再返香港樂壇，直至1999年才復出）。

《她》台灣版封面。

## 曲目
| 曲序 | 曲名              | 曲            | 詞         | 編曲            | 附註                                                              | 國語版本                                     |
| 01   | 她                | 陳大力 陳秀男 | 林夕       | Ricky Ho        | 電影《戰龍在野》主題曲                                            | 我，收錄於專輯《我》                         |
| 02   | 情情愛愛          | 徐嘉良        | 周禮茂     | Iskandar Ismail |                                                                   | 當你說要走，收錄於專輯《我》                 |
| 03   | 如果你是個夢      | 王傑          | 盧永強     | Ricky Ho        |                                                                   | 夢會醒，收錄於專輯《我》                     |
| 04   | 絕對未快樂        | Ricky Ho      | 周禮茂     | Ricky Ho        |                                                                   | 善變的謊言，收錄於專輯《我》                 |
| 05   | Desperado         | Don Henley    | Glenn Frey | Ricky Ho        | 原曲由 Eagles 主唱，於1973年發行                                  |                                              |
| 06   | 街燈              | 陳大力 陳秀男 | 小美       | Ricky Ho        |                                                                   | 回家，先以單曲形式發行，後亦收錄於專輯《我》 |
| 07   | 過路人            | 陳大力 陳秀男 | 小美       | Ricky Ho        |                                                                   | 無悔無憾，收錄於專輯《我》                   |
| 08   | 夢全是你          | 李子恆        | 王傑       | Iskandar Ismail | 電影《戰龍在野》插曲                                              | 紅塵有你，收錄於專輯《我》                   |
| 09   | 盼望              | 陳大力 陳秀男 | 潘偉源     | Ricky Ho        | 無線電視劇《血濺塘西》插曲 重新收錄(原先收錄於《影視金曲》專輯內) | 希望，收錄於專輯《英雄淚》                   |
| 10   | Baby I'm Your Man | 王傑          | 王傑       | Ricky Ho        | 國語歌 亦收錄於專輯《我》                                         |                                              |

## 唱片版本
- 錄音帶版
- CD版

## 音樂錄影帶
- 她（莫綺雯主演）

## 外部連結
- 1993年-王傑《她》電視廣告